# Anna Le Bail
Anna Le Bail, née le 1er juillet 1890 et originaire de l'île Hoëdic et morte le 18 septembre 1965 à Saint Philibert dans sa 75e année, est pendant quarante ans la gardienne du phare de Kernevest Gwardez-tour-tan ar Cheac'h situé à Saint-Philibert (Morbihan), de 1925 à sa mort. La commune a donné son nom à l'avenue qui mène à la plage de Kernarvest.

## Biographie
La gestion du phare est confiée à sa famille depuis son ouverture le 4 janvier 1855. Vincent Le Stang, le grand-père d'Anna Le Bail en a été le premier gardien en 1855, son fils a hérité de son poste puis sa petite-fille, sœur d'Anna. Au décès de cette dernière en 1925, Anna Le Bail, célibataire sans enfant, hérite de la gestion du phare à la suite de sa sœur.
Anna Le Bail a été témoin en 1931 du naufrage du St Philibert entraînant un conflit social et politique incitant les habitants de l'île à s'installer sur le continent. Le navire à vapeur transportant plus de 500 ouvriers, syndicalistes et militants libres penseurs accompagnés de leurs enfants, a sombré dans la nuit du 14 juin 1931 au retour d'une excursion sur l'Île de Noirmoutier. Ce naufrage la conforte dans sa vocation de consacrer sa vie à son phare.
Pour compléter son modeste revenu, 190 francs par mois comprenant l'électricité et le logement, Anna Le Bail s'adonne à l'ostréiculture. Chaque jour, après avoir procédé à un entretien minutieux de son phare, elle se rend sur la plage de Kernevar pendant quelques heures pour relever les naissains rassemblés en écloserie où ils se développeront pendant douze mois avant d'être dégusté par les amateurs d'huîtres de Bretagne.
Anna Le Bail s'investit dans la commune de Saint Philibert en exerçant comme crieur public, chargée à la sortie des messes dominicales d'annoncer les informations municipales. Elle siège au conseil municipal à partir de 1945, en devient la doyenne jusqu'à sa mort en 1965. Le 28 novembre 1960 le maire de Saint-Philibert lui remet la médaille d’honneur des Travaux Publics en présence du député de région, du sous-préfet de Lorient, du recteur de la paroisse, de l'adjoint au maire de Lorient et du conseil municipal au grand complet.
Dévouée, Anna Le Bail accompagne les mères pendant leur grossesse, fait aussi office de sage-femme lors des accouchements, sait donner les premiers soins au bébé. Elle assiste le médecin traitant, sait faire une piqûre si nécessaire.
Anna Le Bail aime la compétition, elle participe aux courses de vélo organisées à St Philibert et gagne le 1er prix des régates en 1951, (l'équivalent de l'aviron), elle a alors 61 ans.

## Témoin de l'évolution industrielle
Dans une vidéo interview archivée par l'Ina datant du 25 juillet 1964, Anna Le Bail explique les évolutions des techniques d'éclairages. À cette époque, Il était avantageux pour l'état français de nommer des femmes gardiennes de phares car elles étaient plus consciencieuses tout en étant payées cinq à six fois moins cher qu'un homme. Entre 1914 et 1939 dans le département du Morbihan, un tiers des gardiens nommés sont des femmes. Depuis les années 2000, le phare est automatisé et géré par des contrôleurs des travaux publics.

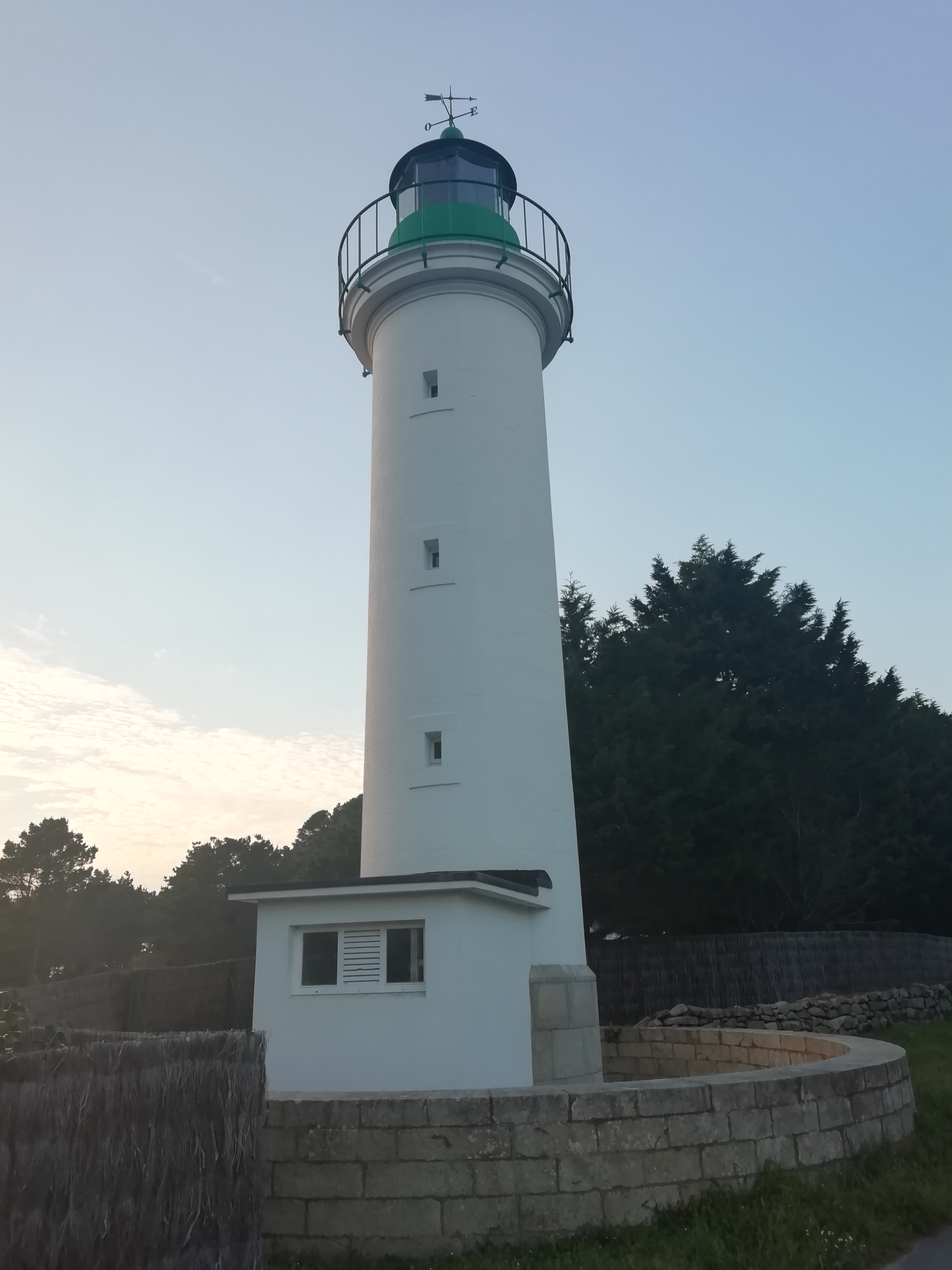
La famille d'Anna le Bail s'occupe du phare depuis son ouverture en 1855.

Le phare a fonctionné au pétrole jusqu'en 1952 avec des rondes de nuit obligatoires par tous les temps pour veiller à l'éclairage,. Officiellement le phare a bénéficié des progrès de l'électricité en 1888, il doit émettre deux éclats blancs toutes les dix secondes.
Doté d'un feu fixe à son ouverture remplacé par un faisceau tournant quelques années plus tard, le phare a ensuite fonctionné à l'électricité. Il est équipé d'un radiophare en 1912 et en 1932 de l'installation d'un diaphone. En 1939, le phare est doté des nouvelles lanternes présentées à l'exposition universelle de 1937, en pratique un nouveau feu mais possédant les mêmes caractéristiques. Anna Le Bail parcourait toutes les nuits par tous les temps, les 700 mètres qui séparait sa maison du phare pour veiller à son allumage.
Un langage des phares est créé grâce aux faisceaux tournants irréguliers permettant aux navigateurs de reconnaître les phares de nuit et de se situer sur la carte maritime.
Le phare de Kernevest est inscrit au monument historique le 26 septembre 2005 son classement est demandé en novembre 2010. Il abrite aujourd'hui le musée des phares d'Ouessant.

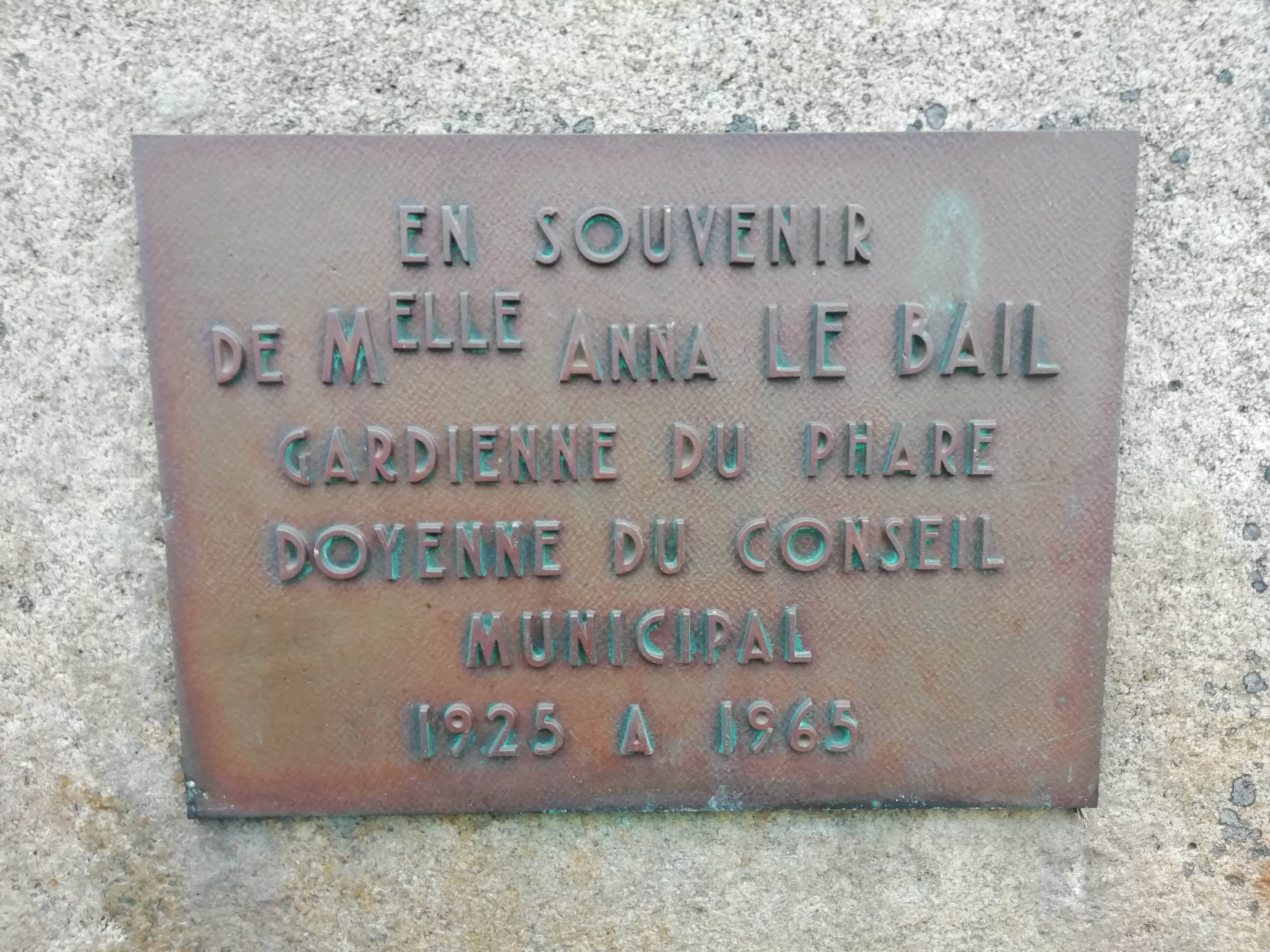
plaque commémorative sur la stèle dédiée à Anna Le Bail à Saint-Philibert.

## Hommage
La radio maRTS a immortalisé la voix d'Anna Le Bail par un podcast de l'émission Point de Fuite. Un mixage de deux reportages sur les gardiennes de phares Marie-Paule Le Guen, phare de Pontusval et Anna Le Bail.
Une plaque commémorative en souvenir d'Anna Le Bail est scellée sur la stèle taillée en forme de menhir érigée sur le bord de la côte à Kernevest. Il s'agit d'un don de la commune aidée par de généreux donateurs, en septembre 1966.